# The Latest from Paris
The Latest from Paris is een Amerikaanse stomme film uit 1928 onder regie van Sam Wood. Destijds werd de film in Nederland uitgebracht onder de titel Parijsche Mode.

## Verhaal
Ann Dolan is een reizende verkoopster die verliefd wordt op Joe Adams, een man die werkt bij een rivaliserend bedrijf. Door haar goede verkooptactieken zorgt ze ervoor dat het bedrijf waar zij werkt meer aanzien heeft en het financieel beter doet dan het bedrijf waar Joe werkt. Ze verdient veel geld en kan daarmee de opleiding van haar jongere broer Bud betalen. Als Ann en Joe zich met elkaar verloven, probeert Joe een einde te maken aan haar financiële bijdragen aan haar broer. Zij vindt dit een wreed voorstel en verbreekt de verloving.
Joe krijgt vervolgens een relatie met Louise Martin, de dochter van een koopman. Ondertussen besluit Bud eindelijk voor zichzelf te zorgen. Hij trouwt en weigert nog te leven op de kosten van zijn zus. Op dat moment wordt Ann herenigd met Joe en leven ze nog lang en gelukkig.

## Rolbezetting
| Acteur           | Personage     |
| ---------------- | ------------- |
| Norma Shearer    | Ann Dolan     |
| George Sidney    | Sol Blogg     |
| Ralph Forbes     | Joe Adams     |
| Tenen Holtz      | Abe Littauer  |
| William Bakewell | Bud Dolan     |
| Margaret Landis  | Louise Martin |
| Bert Roach       | Bert Blevins  |

## Achtergrond
Toen Norma Shearer in de film werd gekozen voor de rol, was ze pas getrouwd met Irving Thalberg. Het was een rol die ze graag speelde, omdat het haar de kans gaf haar elegante kleding te tonen. Het wordt tegenwoordig beschreven als een van haar luchtige romantische films. De recensies waren dan ook niet enthousiast. The New York Times schreef dat Shearer nog hard haar best deed de film te redden, maar dat Ralph Forbes misplaatst is. De Variety noemde het een onbelangrijke film die niet aan de verwachtingen opdoet. De Los Angeles Times was daarentegen positief over het resultaat en gaf alle lof aan de hoofdrolspelers. The Latest from Paris werd uiteindelijk een flop toen ook bleek dat het publiek weinig interesse tone. Wegens het kleine budget werd er, met een totale opbrengst van 582.000 dollar, toch nog winst gemaakt.